# Pedicularis sceptrum-carolinum
Espèce
Classification APG III (2009)
Pedicularis sceptrum-carolinum est une espèce de plantes herbacées appartenant à la famille des Scrophulariaceae selon la classification classique de Cronquist (1981) ou à la famille des Orobanchaceae selon la classification phylogénétique. On la trouve dans le continent eurasiatique. Elle fleurit de fin juin à août. Cette espèce est appelée « sceptre de Charlemagne », " Karlszepter " en allemand.

## Distribution et habitat
Pedicularis sceptrum-carolinum se rencontre dans les régions prémontagneuses d'Europe centrale, de l'Est et du Nord (par exemple en Allemagne, Autriche, Russie), ainsi qu'en Asie centrale (Kazakhstan, Mongolie et Mongolie-Intérieure), en Chine dans le Heilongjiang, le Jilin et le Liaoning, au Japon et en Corée. Cette espèce croît dans les bois et bosquets humides, les bords de rivières et les prés marécageux, jusqu'à 500 mètres d'altitude.

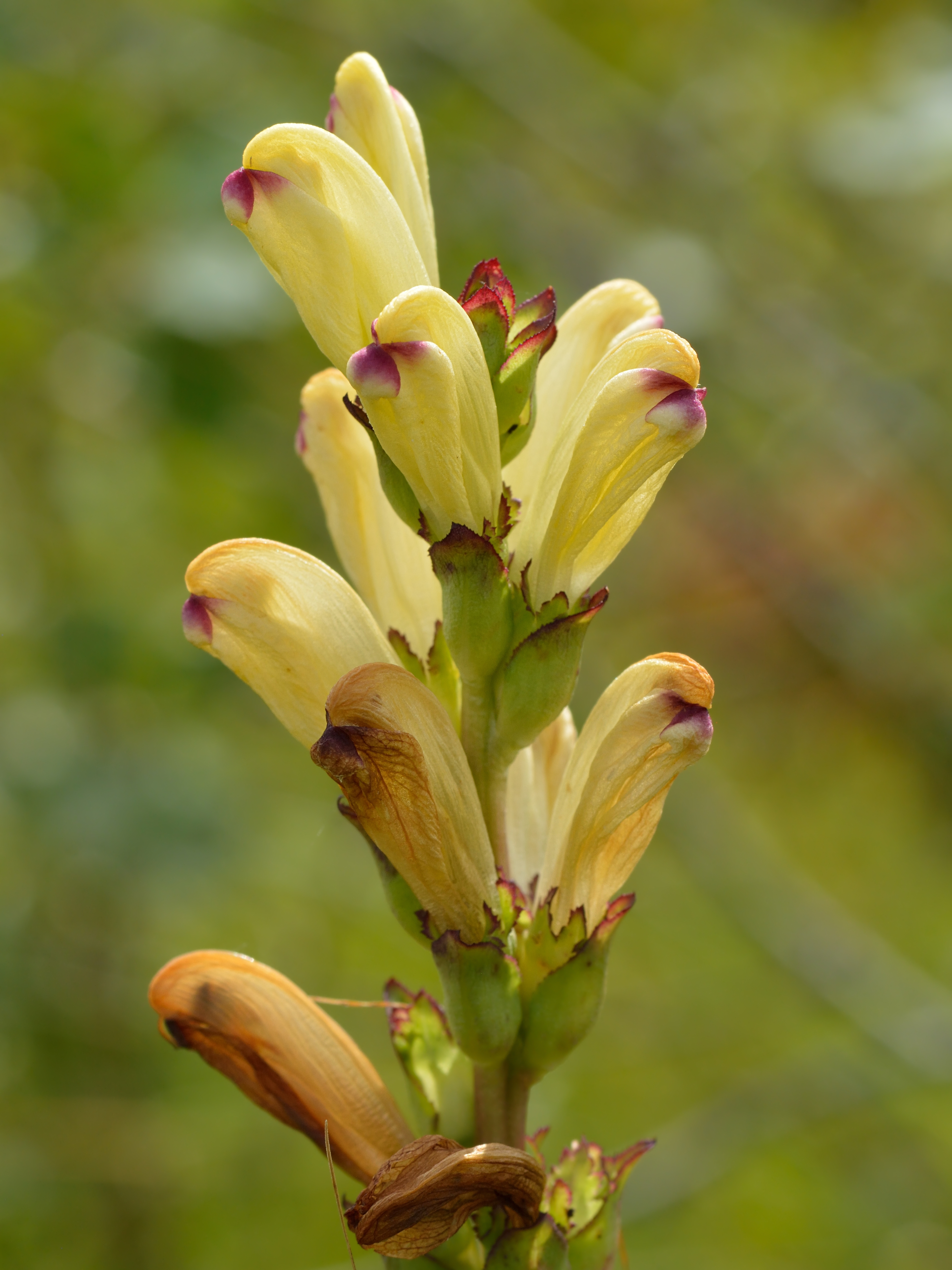
Inflorescence d'un épi.
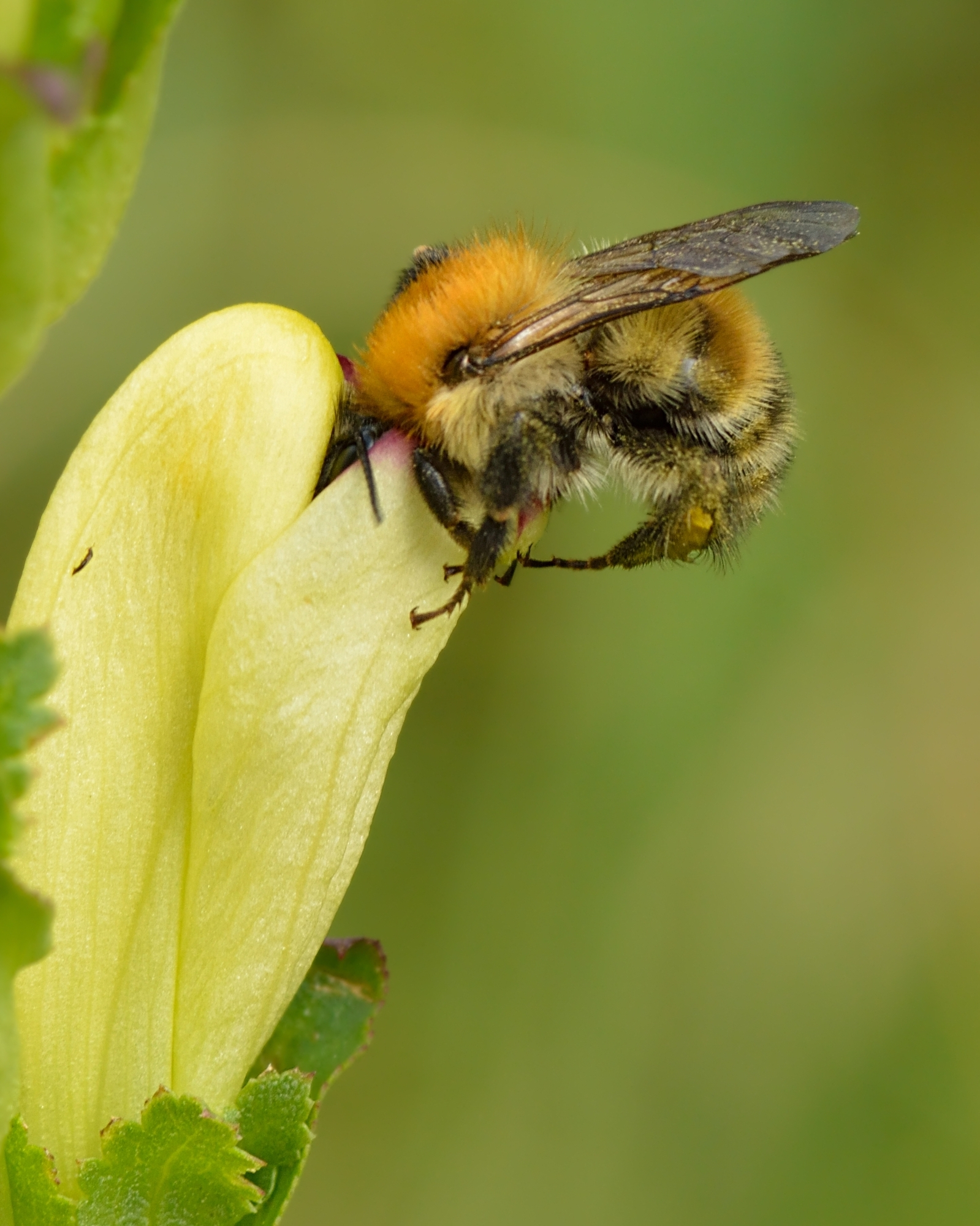
Bombus schrencki pollénisant Pedicularis sceptrum-carolinum.
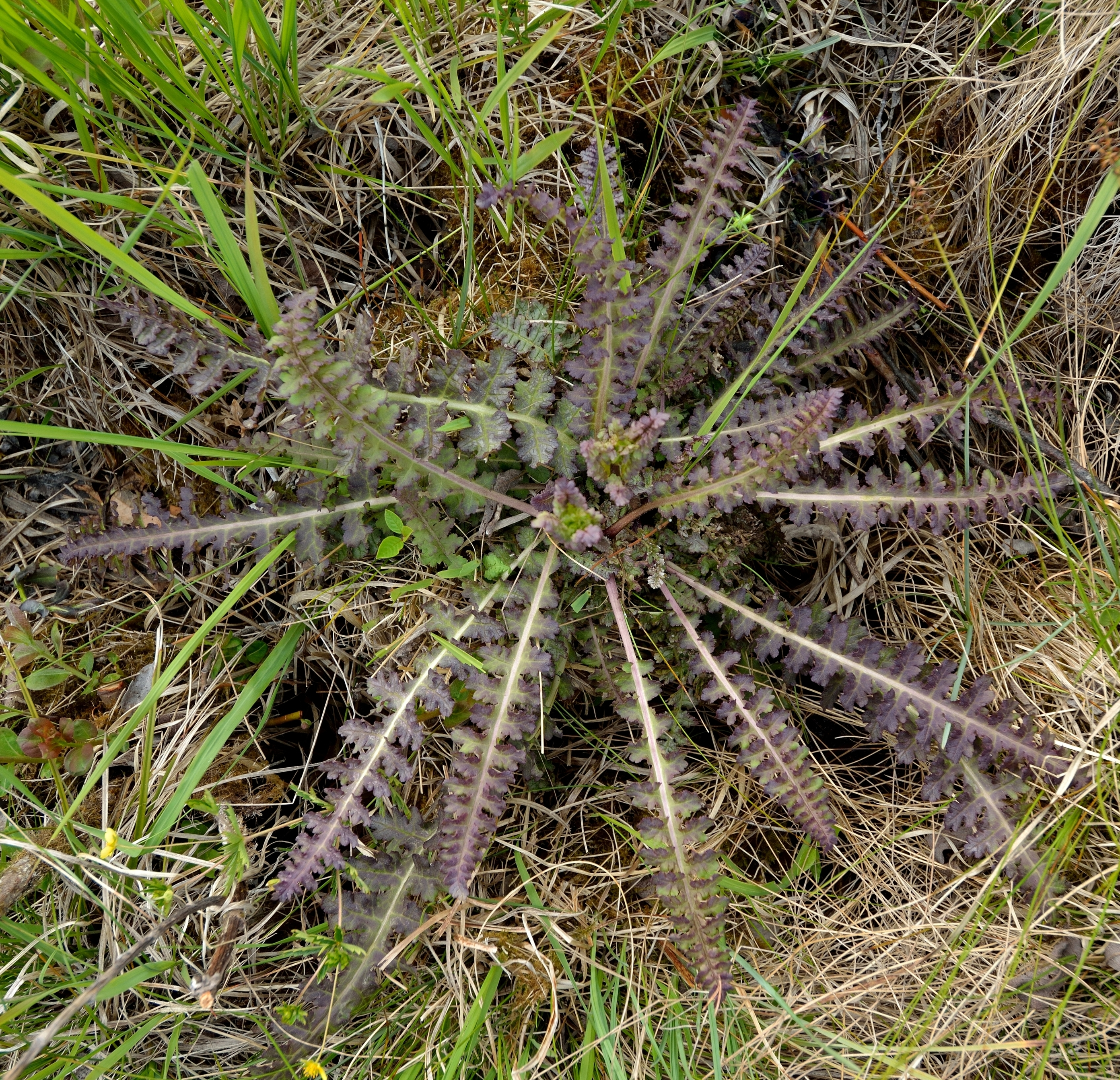
Rosette basale de Pedicularis sceptrum-carolinum.
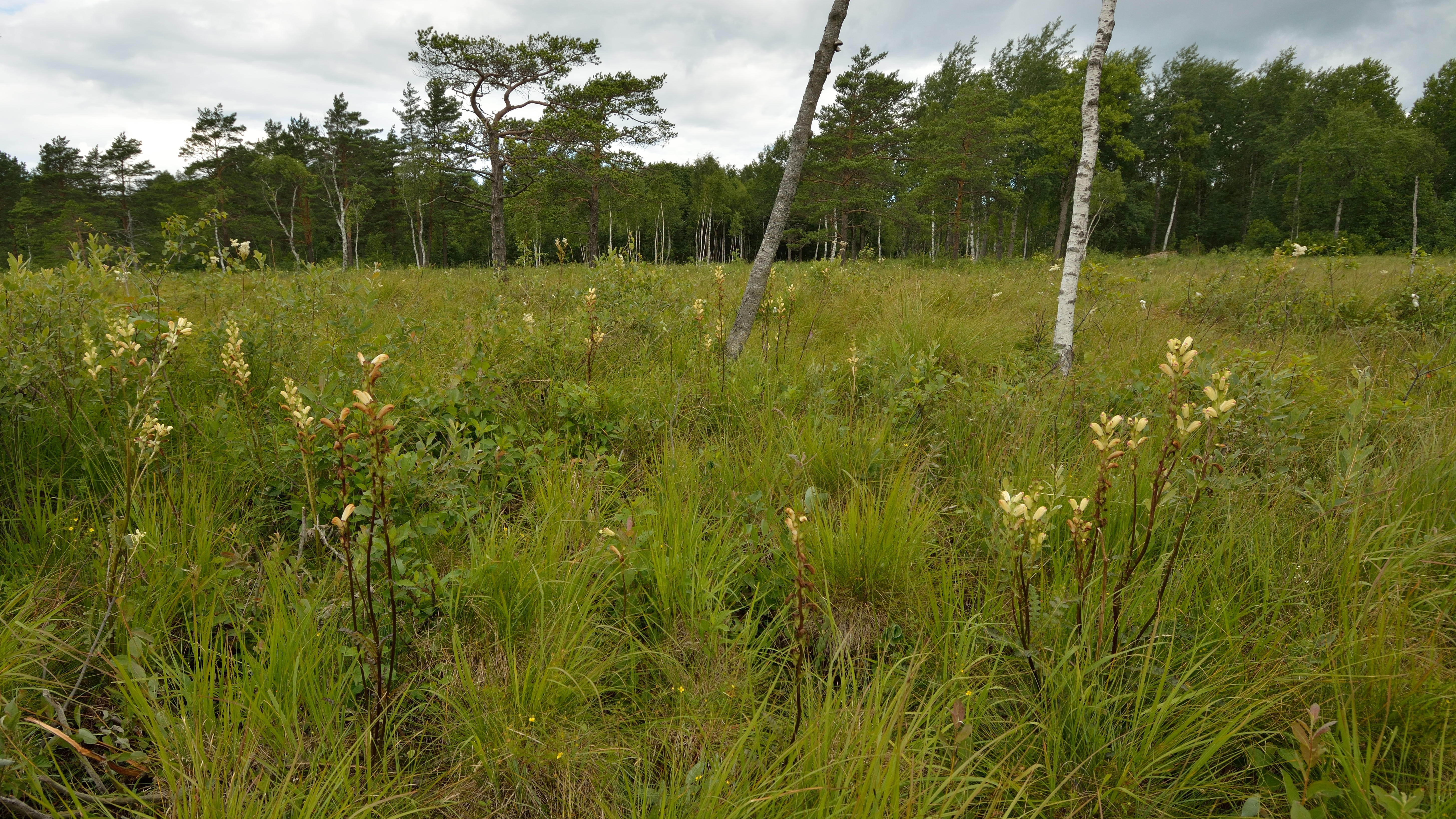
Habitat de Pedicularis sceptrum-carolinum en Estonie.
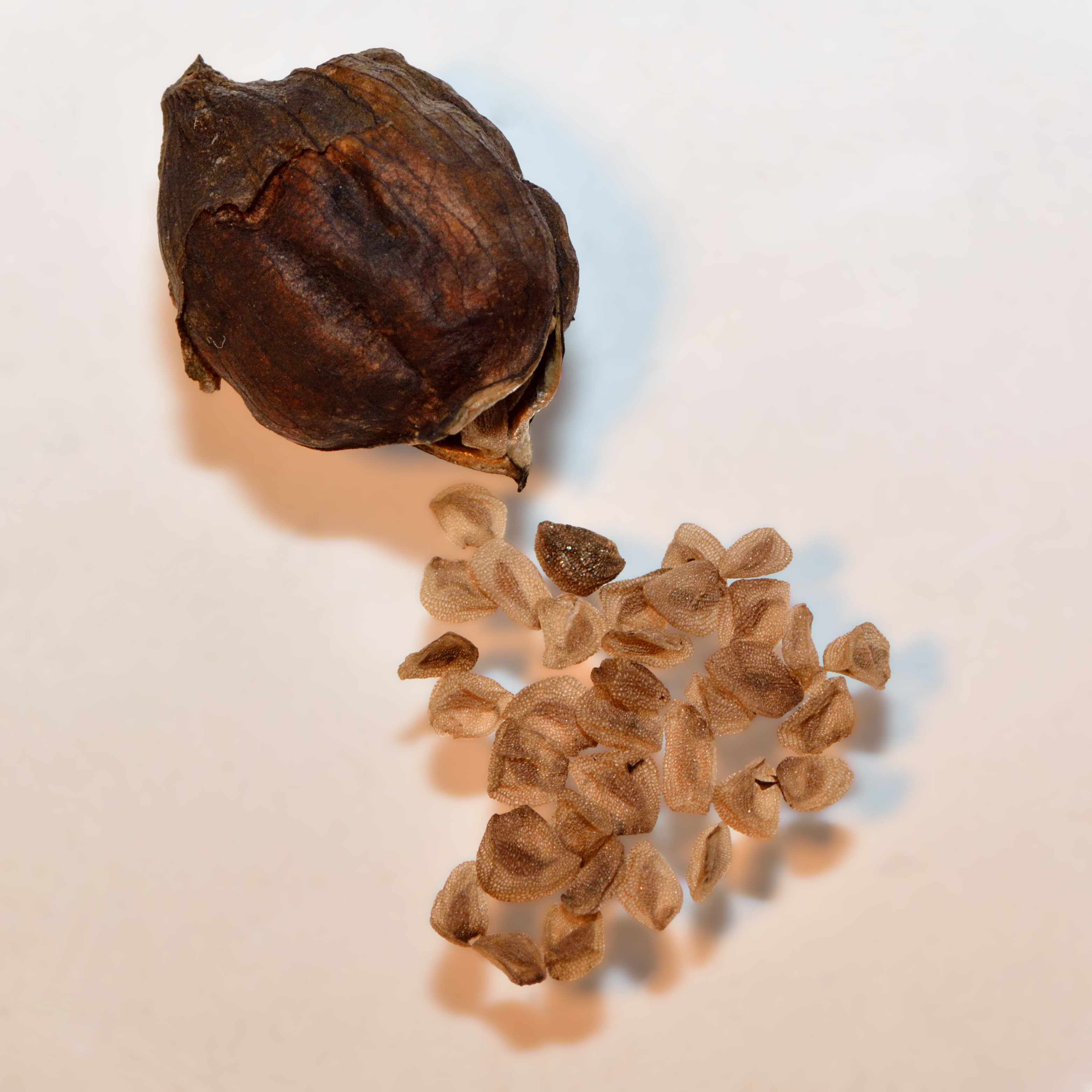
Capsule de semences et graines de Pedicularis sceptrum-carolinum.